# Gerd Buschhorn
Gerd W. Buschhorn (* 21. Juni 1934 in Bad Homburg vor der Höhe; † 20. Januar 2010 in Starnberg) war ein deutscher Elementarteilchenphysiker. Er war Wissenschaftliches Mitglied und Direktor am Max-Planck-Institut für Physik (Werner-Heisenberg-Institut) sowie Träger des Gustav-Hertz-Preises der Deutschen Physikalischen Gesellschaft. Von 1980 bis 1986 leitete er das Institut für Physik im damaligen Max-Planck-Institut für Physik und Astrophysik  als Geschäftsführender Direktor. Nach der Verselbständigung der Teilinstitute im Jahre 1991 wurde er zum Wissenschaftlichen Mitglied des Max-Planck-Instituts für Physik und zum Direktor am Institut ernannt.

## Leben
Gerd Buschhorn studierte an der Technischen Universität München Physik und promovierte dort 1961 bei Heinz Maier-Leibnitz mit einer Arbeit über Neutronenphysik. Nach der Promotion ging Gerd Buschhorn an das Deutsche Elektronen-Synchrotron DESY in Hamburg und baute dort eine Gruppe auf, mit der er in den 1960er Jahren Untersuchungen zu Mechanismen der Photoproduktion von Mesonen mit hochenergetischen Gammaquanten durchführte. Für die Ergebnisse ihrer Forschungsaktivitäten erhielt die Gruppe Buschhorn 1970 den Physikpreis (jetzt: Gustav-Hertz-Preis) der Deutschen Physikalischen Gesellschaft. Während eines Forschungsaufenthaltes (1967–1968) am Stanford Linear Accelerator Center (SLAC) in den USA war Gerd Buschhorn an Experimenten zur Erforschung der Struktur des Protons beteiligt. Während der 1970er Jahre führte Gerd Buschhorn am Elektron-Positron-Speicherring DORIS des Deutschen Elektronen-Synchrotrons (DESY) mit dem DASP-Experiment Untersuchungen zur Spektroskopie neuartiger schwerer Mesonen, die das Charm-Quark enthalten, und zu Produktions- und Zerfallseigenschaften des Tau-Leptons durch. Später suchte die Gruppe um Gerd Buschhorn am damals höchstenergetischen Elektron-Positron-Speicherring PETRA mit dem CELLO-Detektor nach neuen Elementarteilchen.
Buschhorn wurde 1972 zum Wissenschaftlichen Mitglied an das Max-Planck-Institut für Physik und Astrophysik in München berufen. Dort hat Gerd Buschhorn die Elementarteilchenphysik in der Max-Planck-Gesellschaft stark erweitert und die Verbindung mit dem DESY gefördert und ausgeprägt. Gerd Buschhorn hat die Forschungsmöglichkeiten am DESY richtungweisend beeinflusst und bis über seine Emeritierung im Jahre 2002 hinaus genutzt.
Ab Mitte der 1980er Jahre bis 2002 spielte Gerd Buschhorn eine führende Rolle bei der Untersuchung der Struktur des Protons und der starken Wechselwirkung am Elektron-Proton-Speicherring HERA des DESY. Neben seinen Arbeiten am DESY widmete Gerd Buschhorn sich mit Erfolg der Untersuchung der Elektronenbeweglichkeit in Flüssigkeiten und dichten Gasen, der Eigenschaften kohärent erzeugter Röntgenstrahlung sowie der Strukturbildung in der Grenzschicht kritischer Fluide.
Neben seiner Forschungstätigkeit lehrte Gerd Buschhorn als Honorarprofessor an der Technischen Universität München und führte zahlreiche Nachwuchswissenschaftler an die aktuelle Forschung auf seinen Spezialgebieten heran.
Von 1994 bis 1997 war Gerd Buschhorn Vorsitzender der Chemisch-Physikalisch-Technischen (CPT) Sektion der Max-Planck-Gesellschaft. Während seiner Amtszeit als Sektionsvorsitzender wirkte er an der Gründung von Instituten und der Einrichtung von Arbeitsgruppen in den neuen Ländern mit.
Gerd Buschhorn war mit der Ärztin Jutta Buschhorn verheiratet. Aus der Ehe sind zwei Töchter hervorgegangen, Ulrike Tiemann, geb. Buschhorn, Kinderärztin († 2009), und Ursula Buschhorn, Film- und Fernsehschauspielerin.

## Auszeichnungen und Mitgliedschaften (Auswahl)
- 1970 Gustav-Hertz-Preis der Deutschen Physikalischen Gesellschaft[1]
- Vorsitzende der Naturwissenschaftlichen Sektion der Max-Planck-Gesellschaft[2]

## Veröffentlichungen (Auswahl)
- Niederenergetische Gammastrahlung beim Einfang thermischer Neutronen von Rhodium, 1961 (Dissertation, TU München)
- X-ray polarimetry using the photoeffect in a CCD detector, Max-Planck-Institut für Physik, München, 1993
- Temperature dependence of planar channeling radiation in silicon, germanium and beryllium between 12 K and 330 K, Institut für Kernphysik, Darmstadt, 1997
- Fundamental physics - Heisenberg and beyond, Springer, Berlin, 2004 (Hrsg. mit Julius Wess)
- Supermicroscope for Investigating the Structure of the Proton, Review-Artikel in der Zeitschrift Naturwissenschaften